# Божићна марка
Божићна марка је поштанска марка са божићном тематиком, намењена за употребу у сезонској пошти попут божићних честитки. Многе државе света издају такве марке, које су редовне поштанске марке (за разлику од божићних печата) и обично важе за поштарину током целе године (у неким земљама имају снижену вредност и користе се искључиво на божићним честиткама). Обично се продају у времену између почетка октобра и почетка децембра, а штампају се у значајним количинама.

## Историја
Ствар је неке расправе о томе која је била прва божићна марка. На канадској марки, на карти из 1898. године стоји натпис „XMAS 1898”, али је у ствари издат у знак инаугурације царинске стопе поштарине. Одавно се извештава да је божићна веза резултат брзог размишљања; Вилијам Мулок је предложио да се изда 9. новембра у част „принца” (мислећи на принца од Велса), али када је краљица Викторија питала „који принц?” на своје незадовољство, Мулок је схватио опасност и одговорио: „Зашто, госпођо, Принц мира.”
Године 1935. трупе британских снага стациониране у Египту издале су божићну марку за своју поштанску кућу. Много година они нису били укључени у каталоге Стенли Гибонса, јер су их класификовали као „печат”, а не као поштанску марку, али су правилно укључени од средине 1960-их јер су унапред платили поштарину и тако, упркос натпису „Слова са печатом” су уобичајене марке и стога се требају рачунати као прва марка издата изричито у знак обележавања Божића. Попут нешто ранијих претиска Сребрног јубилеја на марки „сфинга”, божићне марке су издаване у облику књижице у окнима од 20 комада.
Године 1937, Аустрија је издала две „божићне честитке” на којима су били ружа и хороскопски знакови. Године 1939, Бразил је издао четири полу-поштанске марке са дизајном на којима су приказана три краља и звезда, анђео и дете, Јужни крст и дете, мајка и дете. Мађарска је 1941. издала и полу-пошту чији су додатни хонорари били за „војнички Божић”. Прве марке које су приказивале рођење Исусово биле су мађарска издања из 1943. године. Све су то била једнократна издања, више попут пригодних марака него обичних издања.
Следеће божићне марке појавиле су се тек 1951. године, када је Куба издала дизајне са божићним звездама и звонима, а потом су следили Хаити (1954), Луксембург и Шпанија (1955), затим Аустралија, Јужна Кореја и Лихтенштајн (1957). У случајевима као што је Аустралија, издавање је означило прво од онога што је постало годишња традиција. Много више држава почело је са праксом током 1960-их, укључујући Сједињене Државе (1962) и Уједињено Краљевство (1966).
До 1990-их отприлике 160 поштанских управа издавало је божићне марке, углавном на годишњем нивоу. Исламске земље чине највећу групу неучесника, иако је Палестинска Самоуправа издавала божићне марке од 1995. године.

## Дизајн
Иако нека тропска острва производе божићне марке великог формата, првенствено намењене продаји сакупљачима марака, за остатак света божићне марке су „радне марке” које ће се у великом броју користити за слање честитки и разгледница. Сходно томе, марке имају тенденцију да буду нормалне величине и нуде се у једној или неколико апоена, на пример да покривају различите домаће и међународне цене.
Избор дизајна је врло различит, у распону од отворено религиозне слике Исусовог рођења, до секуларних слика божићних јелки, венаца, Деда Мраза итд. Држава може задржати јединствену тему неколико година, а затим је драстично променити, у неким случајевима наизглед пратећи „модне потезе” других земаља. На пример, током 1970-их многе земље су издавале божићне марке са дечјим цртежима, а млади уметник је идентификован именом и годинама.
Избор секуларних или верских дизајна често је камен спорења у неким земљама; црквени лидери често виде како секуларни дизајни разводњавају значење празника, док се званичници поште плаше да би претерано религиозни дизајни могли навести њихове секуларне или мањинско-верске купце да избегавају марке, остављајући непродане милионе, па чак и изложити поштанску управу оптужбама кршења закона који забрањују промоцију одређене религије.
У Сједињеним Државама, поштанска служба је на крају разрешила годишњи несклад око „секуларног” наспрам „верског” дизајна издавајући неке од њих сваке године; типично група од 4-6 сродних световних дизајна, плус религиозни дизајн (обично приказује Мадону и Дете). Да би се избегле потешкоће код уговарања оригиналних дизајна са религиозном темом, ови други су типично адаптирани са слика Старог мајстора обешених у америчким галеријама, што се квалификује као приказ уметности. (Међутим, 2012, 2014. и 2016. године издате су марке са верском тематиком на којима су приказани оригинални дизајни који приказују Бекство у Египат, путовање мудраца и Исусово рођење.) У Великој Британији, Краљевска пошта решава потешкоће издавањем „верских” и „световних” тематских решења у наизменичним годинама.

## Употреба
Уобичајена употреба божићних маркица је брзо наношење на хрпу божићних честитки за излазак. У доба е-поште божићне марке могу представљати највећу преосталу употребу поштанских маркица код неких појединаца у години и није необично када се „остаци” појављују на редовној пошти током првих месеци нове године. У Аустралији и Холандији божићне марке се продају са попустом, али се могу користити након Божића са додатним маркама како би се створила тачна цена.

## Сакупљање
Божић је популарна тема за актуално прикупљање. Због отиснутих количина лако је доћи до готово свих божићних марки и занемарљивих трошкова. Изазови сакупљања би, према томе, били набавка омота са одговарајућим поштанским ознакама, као што је поштанска марка на дан Божића (не добијају слободне дане све поште) или са одређеног места (као што су Божићно Острво; Крисмас, Флорида; Норт Пол, Аљаска; Норт Пол, Њујорк; или Санта Клоз, Индијана), или носе одређену божићну тему или слоган.
Божићни филателистички клуб основали су 1969. године сакупљачи божићних марака и од тада издаваје тромесечни часопис Yule log. Бројни колекционари третирају божићно колекционарство као поткатегорију религије на маркама.

## Остале празничне марке
Сједињене Државе повремено су издавале марке за друге празнике, попут Дана захвалности и Нове године. Током 1990-их, марке за Кванзу, Хануку, Бајрам и Кинеску Нову годину постале су редовни део празничног програма, иако се дизајни обично користе неколико година, препознатљиви само по другачијој деноминацији или датуму године.
У Јапану постоји дугогодишња традиција новогодишњег жига. Такође је издато неколико ускршњих марака, али оне су углавном намењене колекционарима.
Марке за Дан заљубљених новија су традиција у неким земљама.

## Даље читање
- Waller Sager and Kathleen Berry, 75 Years of Christmas Stamps (1971)
- Everleigh Foster, Christmas Stamps of the World (American Topical Association Handbook 120, 1990)